# Albert Ferrer
Albert Ferrer i Llopis (Barcelona, 6 de junho de 1970) é um ex-futebolista espanhol que atuava como lateral-direito. Também chegou a trabalhar como treinador.

## Carreira
Formado nas categorias de base do Barcelona, Ferrer foi promovido aos profissionais no ano de 1990. Em seguida teve uma rápida passagem pelo Tenerife, por empréstimo, retornou e vestiu a camisa do Barça por quase uma década, até 1998. Logo após deixar os catalães, foi contratado pelo Chelsea e permaneceu no clube inglês até 2003, quando se aposentou. Apelidado de Chapi, atuou em mais de 300 partidas pelo Barcelona, sendo um total de 221 pela La Liga.
Ferrer foi uma figura regular na Seleção Espanhola, sendo titular na Copa do Mundo de 1994 e atuando em uma partida na edição de 1998, na derrota por 3–2 contra a Nigéria, pela fase de grupos. Posteriormente não foi convocado para as Eurocopas de 1996 e 2000, perdendo ambos os torneios por lesão. Sergi, seu companheiro de Barcelona, foi o substituto.
Em 1992, Ferrer foi titular da equipe olímpica que conquistou a medalha de ouro nos Jogos Olímpicos de Verão, realizados em sua cidade natal.

## Títulos
Barcelona
- La Liga: 1990–91, 1991–92, 1992–93, 1993–94 e 1997–98
- Supercopa da Espanha: 1991, 1992, 1994 e 1996
- Liga dos Campeões da UEFA: 1991–92
- Supercopa da UEFA: 1992 e 1997
- Copa do Rei: 1996–97 e 1997–98
- Recopa Europeia: 1997

Espanha
- Medalha de ouro nos Jogos Olímpicos: 1992